# Samuel ben Qalonymus he-Chasid
Samuel ben Kalonymus he-Chassid („der Fromme“, auch: der Heilige, der Prophet) (* nach 1096 in Speyer) war ein bedeutender Exeget von Torah und Midrasch. Er wird als Brückenfigur für die Überlieferung der mündlichen ethisch-theologischen Tradition der Kalonymiden zu den Chaside Aschkenas des 12.–13. Jahrhunderts betrachtet.

## Leben
Die biographische Überlieferung zu Samuel ben Kalonymus ist spärlich. Erzählungen des 15.–16. Jahrhunderts berichten über magische Fähigkeiten, mit welchen er Juden vor Unterdrückern beschützt haben soll.

## Werk und Fortwirken
Sein Werk ist mit Ausnahme seiner Beiträge zum Sefer Ḥasidim (insb. der erste Teil wird ihm zugeschrieben) nur in wenigen Zitaten überliefert. Sein Sohn Juda ben Samuel führte sein Werk, insbesondere auch seine Arbeiten am Sefer Ḥasidim, fort. Sein Sohn Abraham ben Samuel gilt als bedeutende Autorität auf dem Gebiet der Halacha.